# Mladen Bojinović
Mladen Bojinović (srpski: Младен Бојиновић; Banja Luka, 17. siječnja 1977.) bivši je srbijanski rukometaš. Igrao je na poziciji vanjskog igrača. 

## Karijera
Karijeru je započeo kao član RK Borac Banja Luka, a 1998. godine prelazi u RK Partizan, nakon što je igrao za RK Jagodinu. Već sljedeće sezone postaje član španjolskog Ademar Leóna koji je te sezone igrao u Ligi prvaka. Nakon godinu dana u Leónu odlazi u Bidasoa Irún, s kojim je te sezone stigao do polufinala EHF kupa. Sljedeće sezone postaje član Barcelone u kojoj je igrao zajedno sa zemljakom Ivanom Lapčevićem. S Barcelonom je stigao do finala EHF kupa, ali je momčad izgubila od njemačkog THW Kiela.

### Montpellier HB
Već sljedeće sezone odlazi u francuski Montpellier HB u kojem igra i danas. U svojoj prvoj sezoni u klubu već osvaja Ligu prvaka. Tijekom sezone 2003/04. postiže 30 pogodaka u europskim natjecanjima, ali Montpellier nije uspio ponoviti prošlogodišnji uspjeh, već gubi u osmini finala od SC Pick Szegeda. Sljedeća je sezona bila uspješna za njega. Postigao je ukupno 64 pogotka u Ligi prvaka, a Montpellier je stigao do polufinala. Nakon dvije manje uspješne sezone, sezona 2007./08. je bila najuspešnija za njega. Tijekom te je sezone postigao čak 78 golova u 12 utakmica tijekom Lige prvaka (prosečno 6,5 po utakmici).

### Reprezentacija
Iako je rođen na području današnje Bosne i Hercegovine, Bojinović igra za reprezentaciju Srbije. Jedan je od njezinih najboljih igrača i član je postave koja nastupa na rukometnom SP u Hrvatskoj. U utakmici drugog kruga protiv Njemačke, Bojinović je bio ključni čovjek koji je Srbiji donio izjednačenje u posljednjim sekundama (35:35) nakon jedne izvrsne utakmice, nezivjesne do samog kraja.